# Balaenopteridae
Le balenotteridi (Balaenopteridae Gray, 1864) sono una famiglia comprendente nove specie di cetacei misticeti superficialmente abbastanza simili alle balene, dalle quali si differenziano principalmente per due caratteri scheletrici che attestano che la separazione dei due ceppi dall'antenato comune è molto antica e sufficiente a giustificare una classificazione separata.
Mentre infatti le vere balene hanno mantenuto nello scheletro delle natatoie anteriori le 5 dita proprie dei mammiferi più primitivi, le Balenotteridi hanno perso un dito, mentre i quattro rimasti si sono molto allungati in modo da dare alle natatoie l'aspetto di piccole ali (effettivamente il termine "balenottera" deriva dal greco antico e significa "balena con le ali"). Questa caratteristica è particolarmente evidente nel genere Megaptera.
L'altra caratteristica distintiva a livello scheletrico riguarda le vertebre cervicali, che nella Balenottere sono ancora separate come nell'antenato comune, mentre nelle balene sono fuse in un unico elemento osseo rigido.
Anche il cranio dei due gruppi presenta una differenza fondamentale. I mascellari delle balene sono infatti fortemente arcuati, caratteristica che ha valso loro il nome inglese di bowhead whales, cioè "balene dalla testa ad arco", mentre quelli dei Balenotteridi sono diritti.
A livello di aspetto esteriore, vi sono comunque differenze tra i due gruppi, meno importanti ma più visibili, che ne permettono una distinzione abbastanza facile: le Balenotteridi sono provviste infatti di una piccola pinna dorsale, nonché di solchi paralleli sulla pelle della gola (che hanno funzione di aumentare la capacità contenitiva della bocca durante le fasi di caccia).

## Tassonomia
- Genere Balaenoptera
  - Balaenoptera acutorostrata (balenottera minore)
  - Balaenoptera bonaerensis (balenottera minore antartica)
  - Balaenoptera borealis (balenottera boreale)
  - Balaenoptera edeni (balenottera di Eden o balenottera di Bryde)
  - Balaenoptera musculus (balenottera azzurra)
  - Balaenoptera physalus (balenottera comune)
  - Balaenoptera ricei (balenottera di Rice)
  - Balaenoptera omurai (balenottera di Omura)
- Genere Megaptera
  - Megaptera novaeangliae (megattera)